# Lafayette Street
Lafayette Street è un'importante arteria stradale che attraversa da sud a nord Lower Manhattan, parte meridionale del centrale borough di Manhattan a New York, negli Stati Uniti. Confluisce a sud nella Centre Street all'intersezione con Reade Street, mentre a nord confluisce nella Park Avenue subito dopo aver attraversato la Nona Strada. Lafayette Street è una strada a senso unico, a sud di Spring Street si può transitarla solo verso sud, mentre a nord di Spring Street solo verso nord. Si sviluppa in parallelo alla vicina Broadway, che si trova ad ovest di Lafayette.
Nella parte più a sud attraversa Chinatown e subito dopo, verso nord, costituisce il confine occidentale prima del quartiere di Little Italy e poi di quello di Nolita. Continuando verso nord attraversa l'attigua NoHo, poco prima di confluire in Park Avenue.
Le parti esterne della strada sono destinate al parcheggio degli autoveicoli. Su uno dei due lati, tra la carreggiata stradale e l'area di parcheggio, si trova una pista ciclabile protetta dal traffico da una larga striscia di strada in cui è vietato transitare. La strada prende il nome dal marchese francese Gilbert du Motier de La Fayette, eroe della rivoluzione americana e della rivoluzione francese.

## Monumenti e luoghi d'interesse
- New York Mercantile Library, palazzo eretto nel 1891 ed ex sede dell'Astor Opera House
- Alamo, scultura cubica del 1967 di Astor Place
- Public Theatre, edificio del 1854, ex sede della Astor Library
- Colonnade Row, loggiato del 1833 tipico dell'architettura neogreca newyorkese. Era originariamente composto da nove case a schiera, di cui ne rimangono quattro
- Schermerhorn Building, edificio del 1888 in stile neoromanico
- Puck Building, palazzo neoromanico del 1886 inserito nel National Register of Historic Places
- Supreme NYC, primo negozio storico del noto marchio di abbigliamento

## Galleria d'immagini

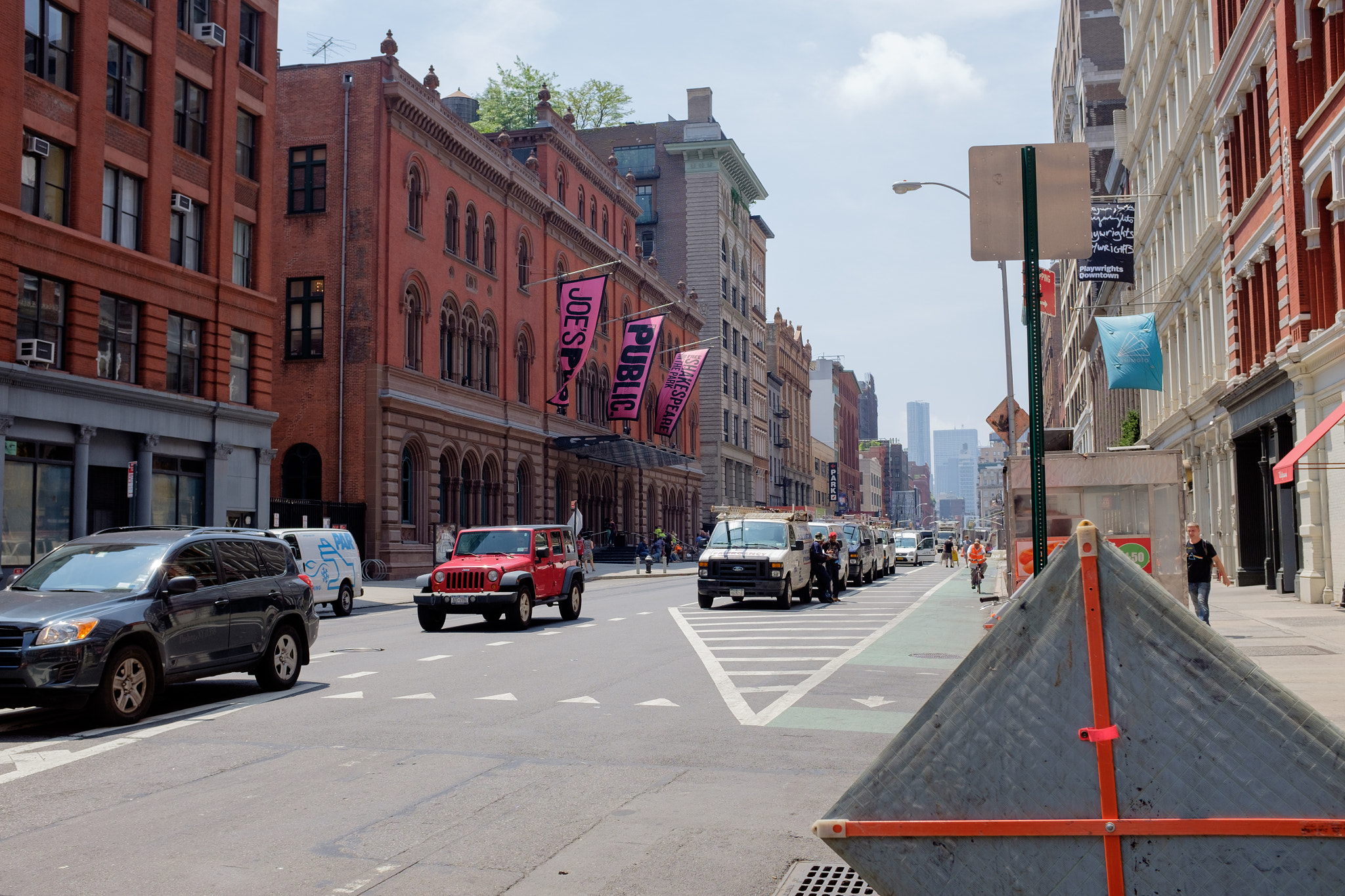
Pista ciclabile
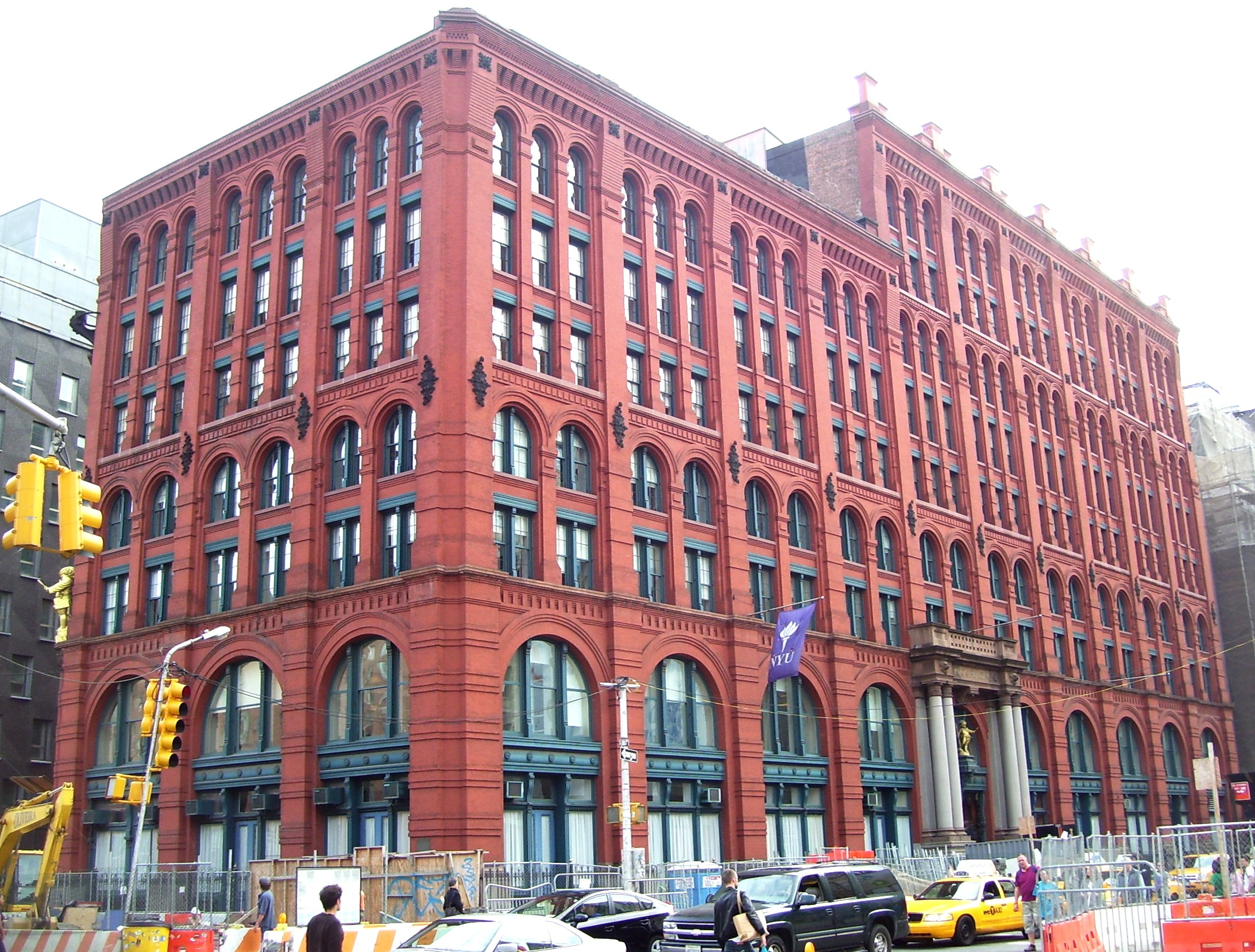
Puck Building
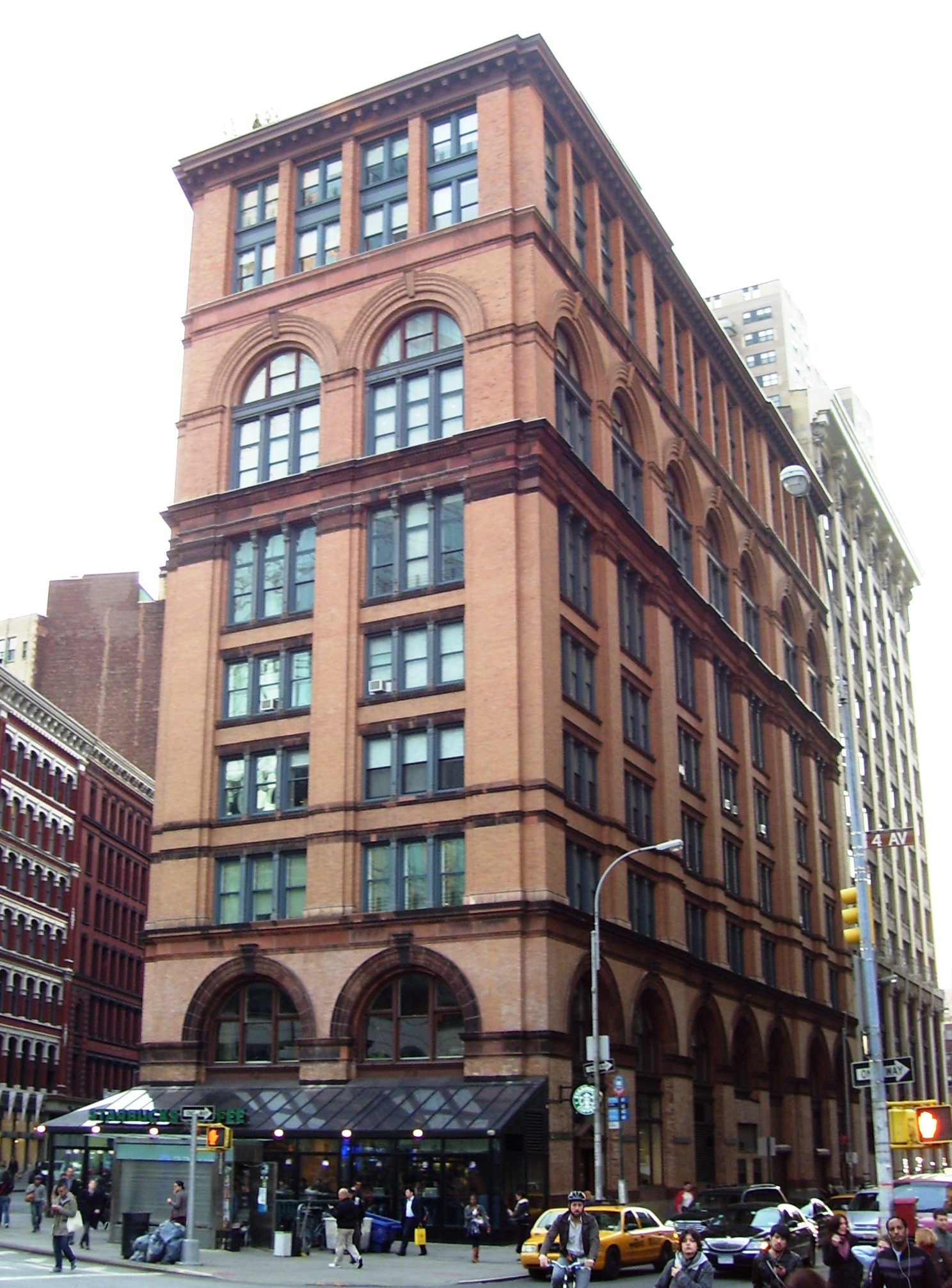
New York Mercantile Library
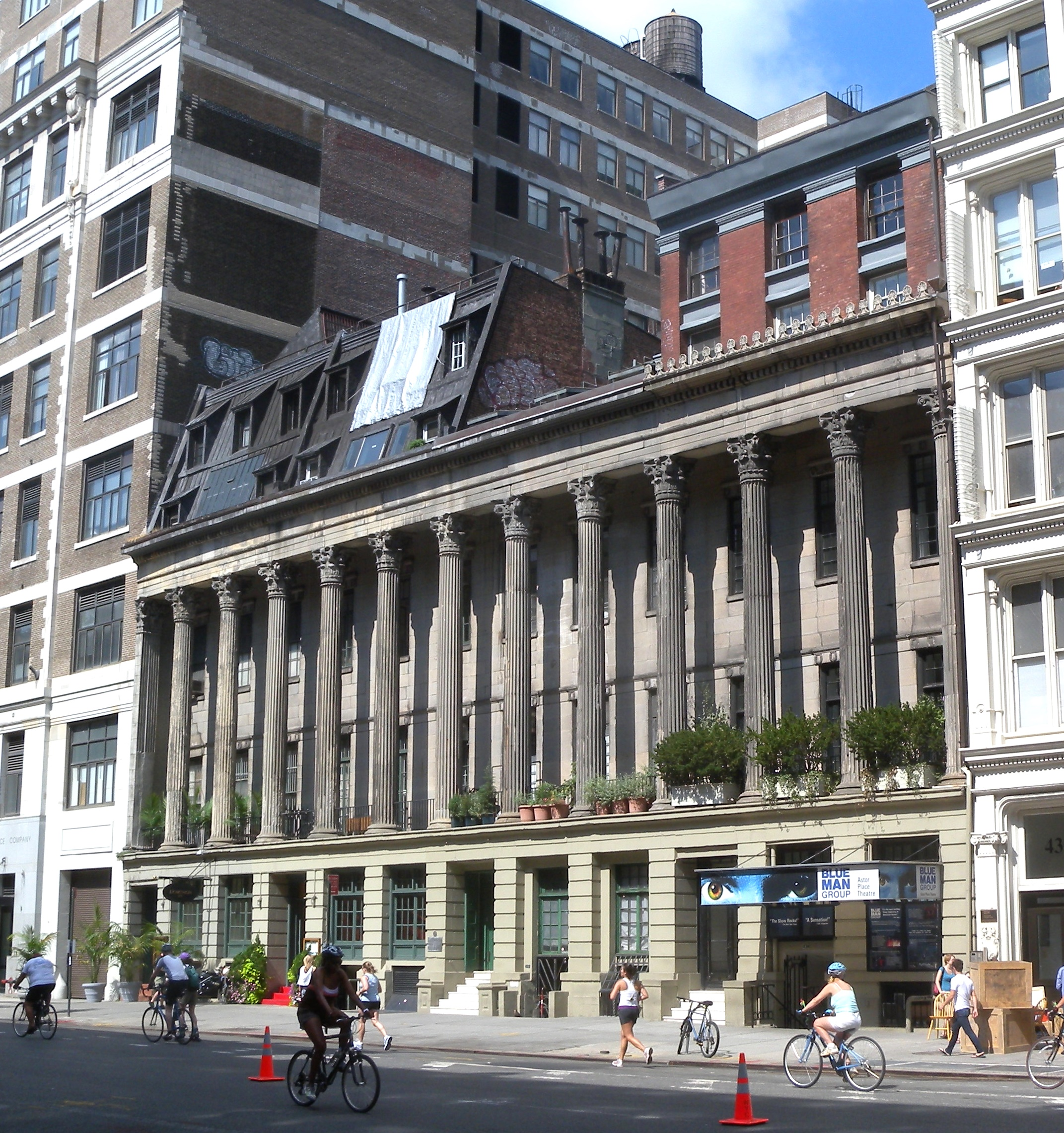
Colonnade Row
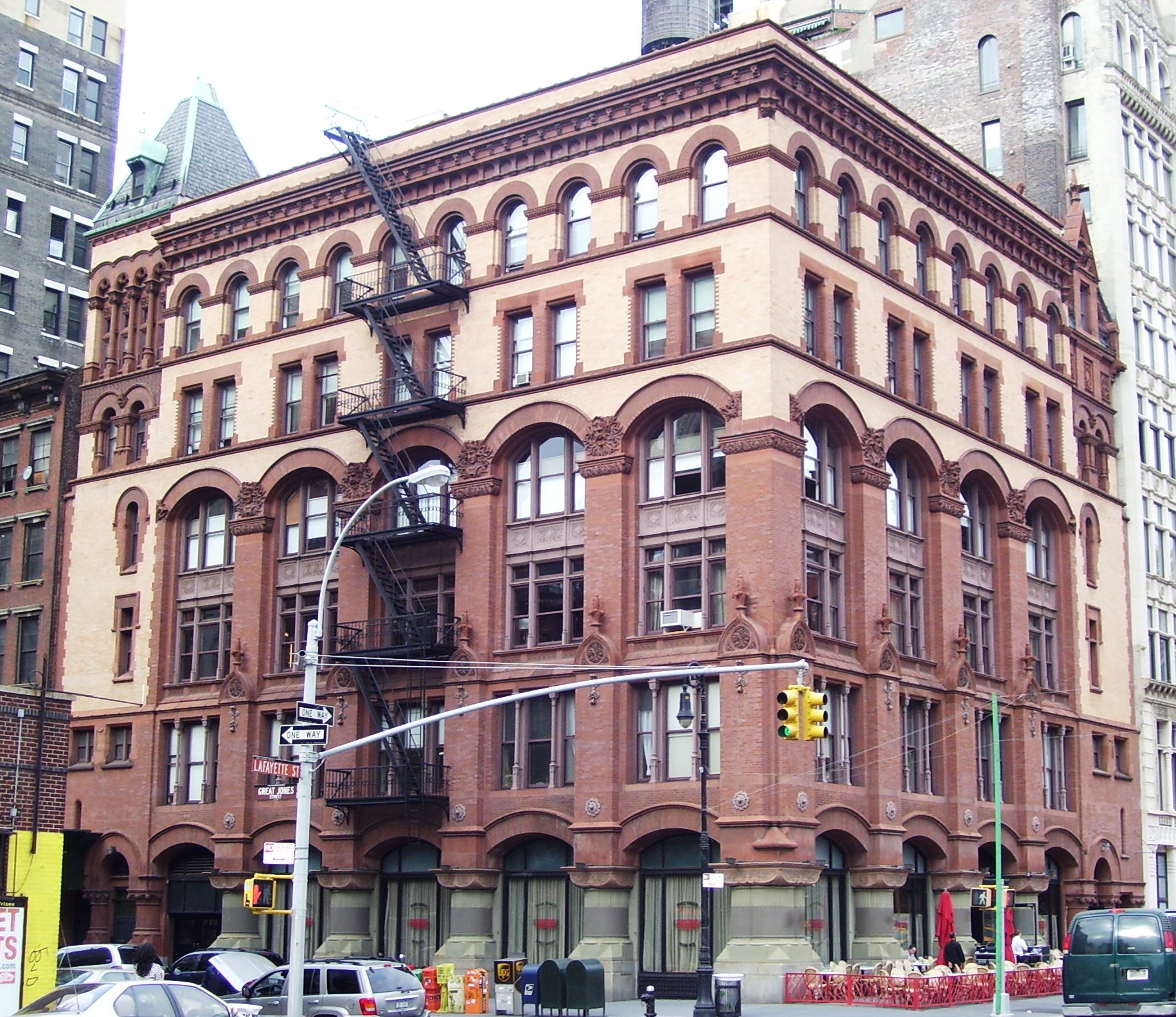
Schermerhorn Building
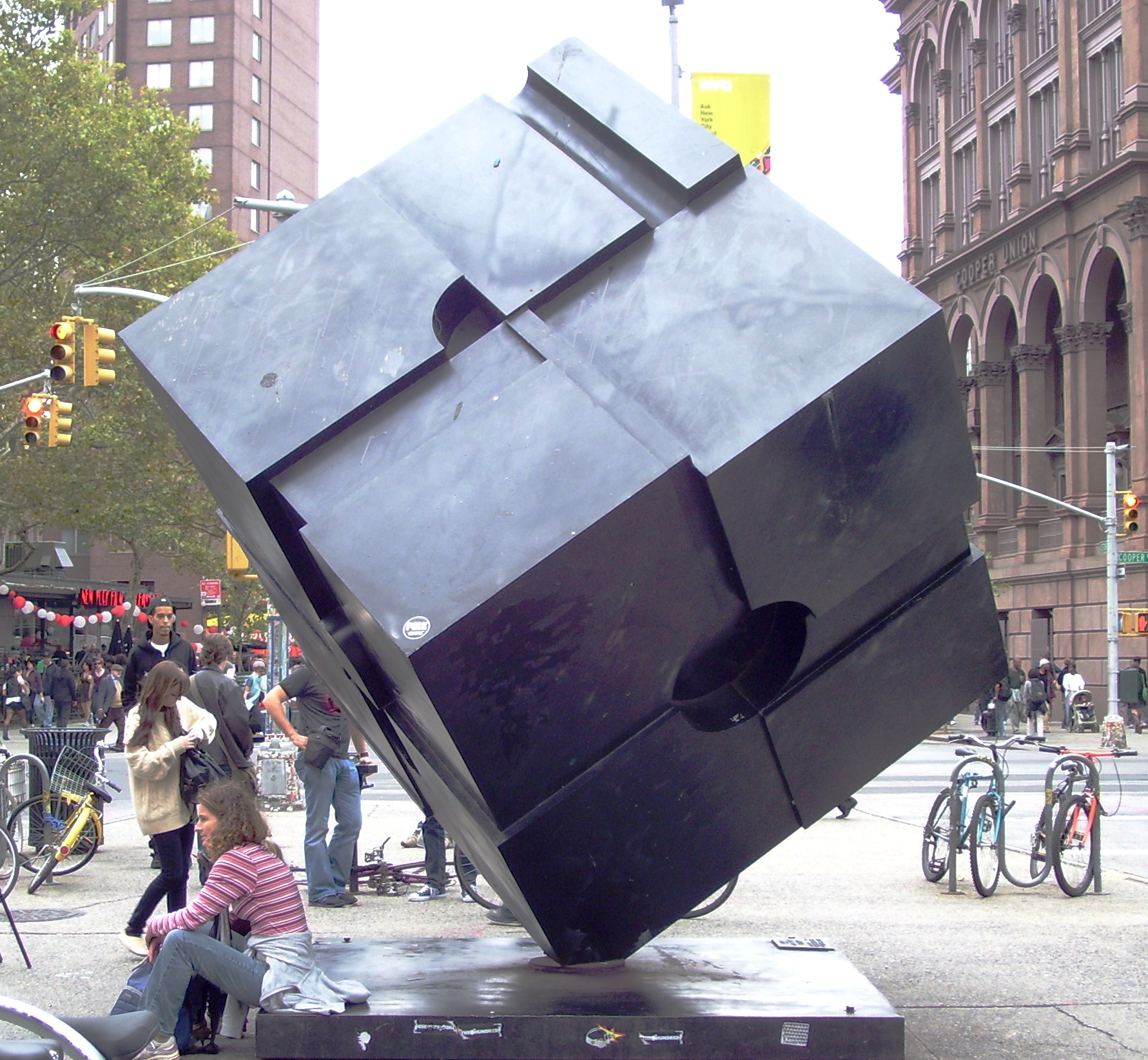
La scultura Alamo